# François Mauriceau
François Mauriceau (França, 1637 — França, 17 de outubro de 1709) foi um médico obstetra francês.